# Пезада

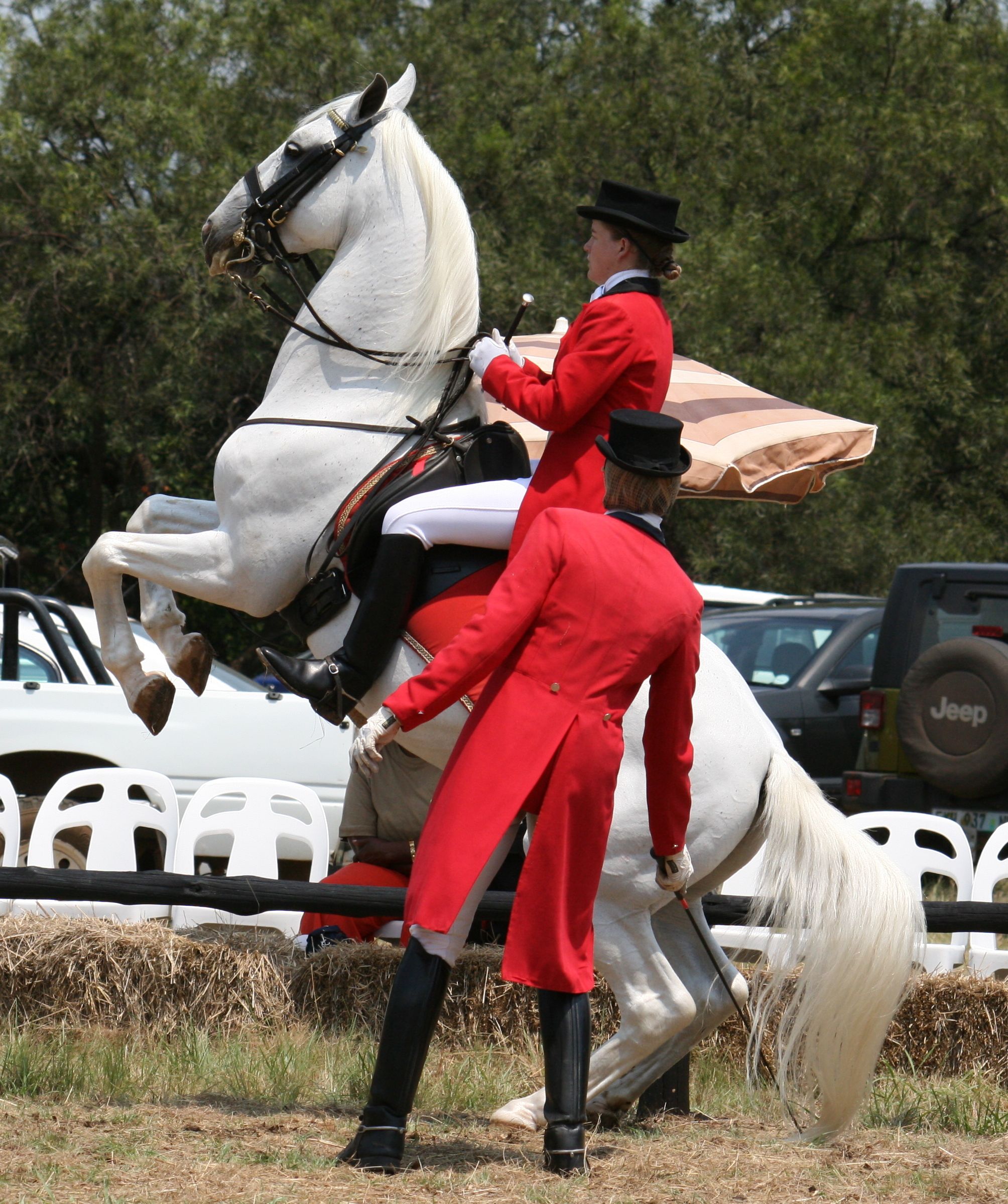
Выполнение пезады на одном из показательных выступлений в Южной Африке

Пезада (фр. Pesade) — одна из форм манежных движений над землёй из высшей школы верховой езды, исполняя которую лошадь неторопливо поднимается на дыбы принимая почти вертикальное положение. Важным условием является правильная техника, когда при выполнении пезады передние ноги животного подобираются, а задние — сгибаются. Допускается выполнение пезады как с наездником, так и без него. Относится к школьным фигурам.
Однако, не следует путать пезаду со спонтанными движениями испуганного или рассерженного животного, когда оно сопротивляется поводьям или делает свечу подвергая опасности жизнь своего жокея.